# Нове-Място-над-Пилицею
Нове-Място-над-Пилицею (пол. Nowe Miasto nad Pilicą) — місто в центральній Польщі, на річці Пілиця.
Належить до Груєцького повіту Мазовецького воєводства.

## Демографія
Демографічна структура станом на 31 березня 2011 року:
|          | Загалом | Допрацездатний вік | Працездатний вік | Постпрацездатний вік |
| -------- | ------- | ------------------ | ---------------- | -------------------- |
| Чоловіки | 1896    | 330                | 1343             | 223                  |
| Жінки    | 2134    | 305                | 1248             | 581                  |
| Разом    | 4030    | 635                | 2591             | 804                  |